# Trechus egorovi
Trechus egorovi (лат.) — вид жуков-жужелиц из подсемейства трехин. Встречается в Кыргызстана.

## Описание
Длина тела взрослых насекомых 3,25—3,38 мм. Основная окраска тела красновато-коричневая, надкрылья слегка затемнены сзади и по бокам. Ноги и усики однотонные, красновато-желтые. Переднеспинка поперечная и выпуклая. Надкрылья немного выпуклые, слабо уплощённые на диске, широкие в средней части. Trechus egorovi уникален в группе T. adustus по строению гениталий. Вид наиболее близок к T. arrisi, отличаясь от него в основном формой переднеспинки с более широким основанием, выпуклыми, неизвилистыми задними сторонами и небольшими базальными ямками. Кроме того, оба вида легко отличить по тому, что у T.egorovi вершина эдеагуса более прямая и тонкая. Вид был впервые описан в 1996 году колеоптерологами Игорем Белоусовым (Всероссийский научно-исследовательский институт защиты растений, Пушкин, Россия) и Ильёй Кабаком (Институт зоологии НАН, Алма-Ата, Казахстан) по типовому материалу, собранному в 1989 году в Кыргызстана (Алайский хребет, 3000-3800 м, коллектор Егоров).